# 舍夫琴基夫西克 (瓦西利基夫卡區)
48°11′18″N 35°44′3″E / 48.18833°N 35.73417°E
舍夫琴基夫斯凯（烏克蘭語：Шевченківське），是烏克蘭中部第聶伯羅彼得羅夫斯克州的村落，原由瓦西利基夫卡區負責管轄，距離澤萊內哈伊和盧比揚齊0.5公里，2001年該村落人口38。